# セントーサ・モノレール
セントーサ・モノレール（英語：Sentosa Monorail）は、シンガポールの南部の島、セントーサ島でかつて運行されていた跨座式モノレール。1982年2月に運行を開始し、2005年3月16日まで走っていた。セントーサ・エクスプレス（2007年開業）建設の障害となるため、廃止・撤去された。
非冷房の14両編成のモノレールで運行され、反時計回りに島の西側半分を周回していた。運行はセントーサ・デベロップメント・コーポレーション。

## 駅
- Station 1: Ferry Terminal
- Station 2: Underwater World
- Station 3: Fort Siloso
- Station 4: Cable Car
- Station 5: Central Beach / Palawan Beach
- Station 6: SDC Office / Ficus
- Station 7: Gateway / Causeway / Visitor Arrival Centre

## 概要
環状の路線で、セントーサ島内の観光の重要な足だった。運賃はセントーサ島の入場料に含まれており、乗車券もなく何度でも無料で乗車できた。